# Slotervaart (arrondissement)

Slotervaart était un des quinze arrondissements d'Amsterdam, créé en 1990. Le quartier compte 44 006 habitants (au 31 décembre 2006) et a une superficie de 11,14 m² km. 
À l'origine, son nom était Slotervaart/Overtoomse Veld. En octobre 2003, l'arrondissement a été simplement renommé Slotervaart.  Le 1er avril 2004, la municipalité amstellodamoise a approuvé le changement de nom. 
Depuis 2001, Slotervaart fait l'objet de grands travaux dans le cadre d'une opération de renouvellement urbain. Il s'agit d'un plan créé par « Direction Parkstad 2015 ». Plusieurs milliers de maisons seront démolies et remplacées par la construction nouvelles.
En mars 2007, le quartier de Nieuw-West identifiée comme une zone à problème (suivant les 40 districts définis par la ministre de l'intégration et du logement Ella Vogelaar), afin qu'ils perçoivent une aide financière et matérielle. 
Slotervaart est également un quartier de la ville.